# Герб Селоріку-да-Бейри
Ге́рб Селорі́ку-да-Бе́йри — офіційний символ містечка Селоріку-да-Бейра, Португалія. Використовується як територіальний герб. У чорному щиті золотий замок із двома баштами, червоними вікнами і брамами. Над ним орел натурального кольору, що летить і тримає лапами срібну рибу. У главі щита срібний півмісяць, рогами праворуч, зі срібною восьмикутною зіркою. Обабіч них чотири срібні восьмикутні зірки, по дві з кожного боку. Щит увінчує срібна мурована містечкова корона з чотирма вежами.  Під щитом біла стрічка, на якій великими літерами напис португальською: «vila de Celorico da Beira» (містечко Селоріку-да-Бейра).  Офіційно затверджений 30 серпня 1935 року.  

## Галерея

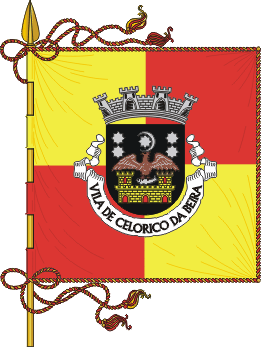
Прапор